# Клюкинська
Клю́кинська (рос. Клюкинская) — присілок у складі Верховазького району Вологодської області, Росія. Входить до складу Нижньокулойського сільського поселення.

## Населення
Населення — 17 осіб (2010; 28 у 2002).
Національний склад (станом на 2002 рік):
- росіяни — 96 %